# Veronika Dicke
Veronika Dicke (* 12. Juli 1967 in Eutin) ist eine deutsche politische Beamtin (SPD). Seit 2025 ist sie als Staatssekretärin Bevollmächtigte des Landes Niedersachsen beim Bund.

## Leben
Dicke legte 1986 das Abitur am Gymnasium in Neustadt in Holstein ab. Ab 1986 studierte sie an der Fachhochschule für Verwaltung, Polizei und Steuerwesen; sie schloss das Studium 1989 als Diplom-Verwaltungswirtin (FH) ab. Von 1989 bis 1992 war sie Sachbearbeiterin für Reaktorsicherheit im Ministerium für Soziales, Gesundheit und Energie des Landes Schleswig-Holstein. Von 1992 bis 2008 war sie im Innenministerium des Landes Schleswig-Holstein tätig; zunächst bis 1999 als Redenschreiberin und stellvertretende Pressesprecherin, anschließend bis 2008 in der Aufnahme und Unterbringung von Flüchtlingen. Von 2008 bis 2009 war sie stellvertretende Referatsleiterin Landeshaushalt im Finanzministerium des Landes Schleswig-Holstein. Von 2009 bis 2012 war sie stellvertretende Referatsleiterin Integrationspolitik im Ministerium für Justiz, Gleichstellung und Integration des Landes Schleswig-Holstein. Von 2012 bis 2014 Leiterin des Stabes des Innenministers des Landes Schleswig-Holstein, Andreas Breitner. Von 2014 bis 2017 war sie Leiterin des Büros des Chefs der Staatskanzlei des Landes Schleswig-Holstein, Thomas Losse-Müller. Von 2017 bis 2018 war sie als Projektleiterin für das Integrationsgesetz, das Resettlementprogramm und das Einwanderungsgesetz im Ministerium für Inneres, ländliche Räume und Integration des Landes Schleswig-Holstein tätig. Von 2018 bis 2025 war sie schließlich Abteilungsleiterin „Richtlinien der Politik, Ressortkoordinierung und -planung“ in der Niedersächsischen Staatskanzlei.
Am 20. Mai 2025 wurde Dicke zur Staatssekretärin in der Niedersächsischen Staatskanzlei und zur Bevollmächtigten des Landes Niedersachsen beim Bund ernannt.

## Mitgliedschaft in Gremien
Dicke war von 2005 bis 2012 Mitglied der Bewertungskommission beim Bundesministerium des Innern. Von 2007 bis 2012 war sie stellvertretende Vorsitzende der Härtefallkommission des Landes Schleswig-Holstein. Von 2015 bis 2017 war sie Mitglied des Bund-Länder-Koordinierungsausschusses Asyl und Flüchtlinge der Bundesregierung.